# Ictalurus
Ictalurus là một chi cá da trơn nước ngọt Bắc Mỹ.

## Loài
Hiện tại có 10 loài được công nhận trong chi này:
- Ictalurus australis (Meek, 1904) (Panuco catfish)
- Ictalurus balsanus (D. S. Jordan & Snyder, 1899) (Balsas catfish)
- Ictalurus dugesii (T. H. Bean, 1880) (Lerma catfish)
- Ictalurus furcatus (Valenciennes, 1840) (Blue catfish)
- Ictalurus lupus (Girard, 1858) (Headwater catfish)
- Ictalurus meridionalis (Günther, 1864)
- Ictalurus mexicanus (Meek, 1904) (Rio Verde catfish)
- Ictalurus ochoterenai (de Buen, 1946) (Chapala catfish)
- Ictalurus pricei (C. M. Rutter, 1896) (Yaqui catfish)
- Ictalurus punctatus (Rafinesque, 1818) (Channel catfish)

Cũng có 4 loài hóa thạch được đưa vào chi này:
- †Ictalurus echinatus
- †Ictalurus lambda
- †Ictalurus rhaeas
- †Ictalurus spodius

## Hình ảnh

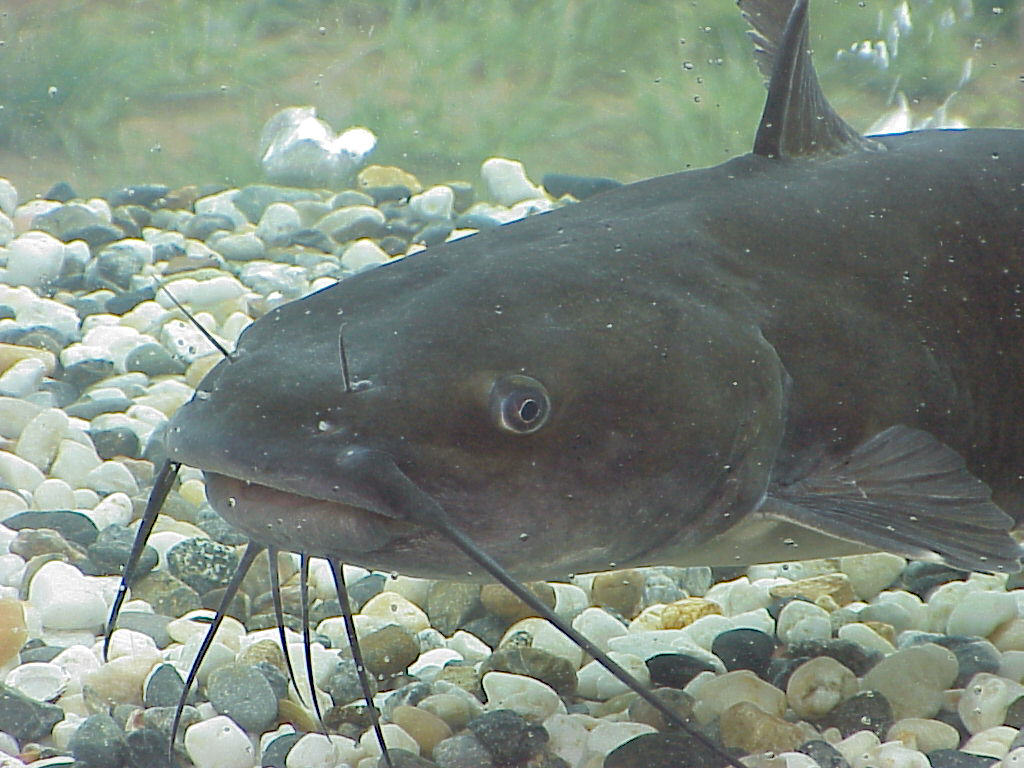
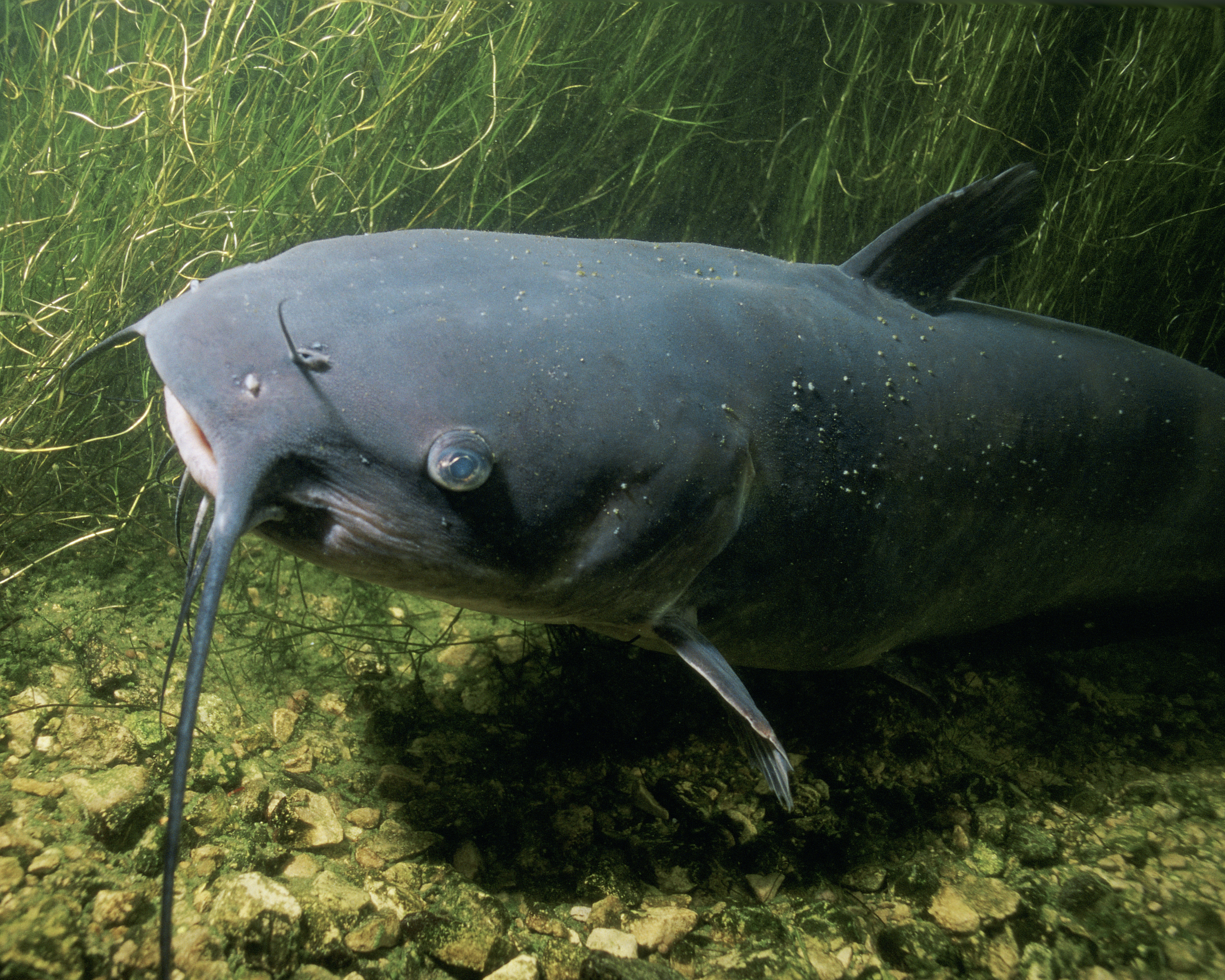
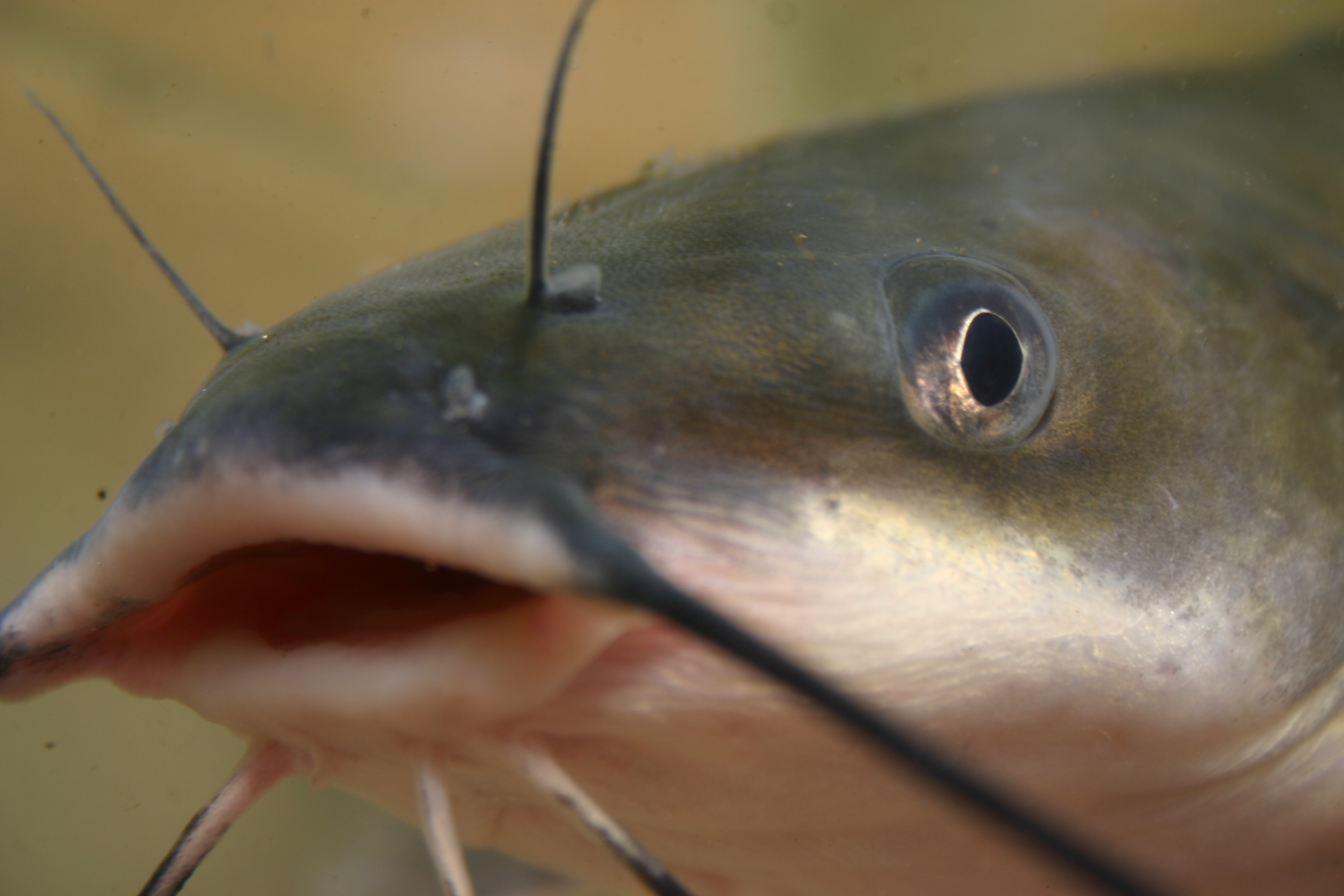